# Todiji
Todiji (lat. Todidae) su porodica karipskih ptica iz reda modrivrana, gdje također spadaju vodomari i pčelarice. Porodica se sastoji od jednog roda, Todus.

## Opis
Todiji po težini variraju između 5 i 7 g, a po dužini između 10 i 11,5 cm. Imaju šareno perje i podsjećaju na vodomare, sa zelenom glavom, leđima i krilima, crvenim grlom (koje ne postoji kod mladunaca tri od pet postojećih vrsta.) i s bijelim i svkastoplavima prugama sa strane. Podrepna pera su žuta. Boja ostatka donjeg dijela tijela je blijeda i varira od vrste do vrste. Imaju dug, spljošten kljun (poput mnogih ptica koje se hrane kukcima) s nazubljenim rubovima. Gornja vilica je crna, a donja je crvena s malo crne. Noge i posebno stopala su maleni. Todiji su veoma vokalni, osima jamajkanskog todija. Stvaraju jednostavne tonove, zujanje, biptanje, a pri svakom glasanju grlo im se nadme. Krila im stvaraju čegrtajući zvuk koji portorikanski todi koristi za odbranu teritorija i udvaranje.

## Ishrana
Jedu malene životinje poput kukaca i guštera. Kukci čine veći dio ishrane, posebno skakavci, cvrčci, kornjaši, leptiri, pčele, ose i mravi. Ponekada uhvate pauka ili stonogu, a uzimaju i malo voća (koje čini 2% ishrane). Todiji obično, sami ili u paru, nepokretno sjede na niskoj grani dok ne ugledaju plijen na donjoj strani nekog lista kada dijagonalno prema gore prelete kratku razdaljinu (širokokljuni todiji obično 2,2 m, a portorikanski todiji 1 m) do plijena i pokupe ga. Također kupe plijen s tla. 
Većinu vremena todiji su vrlo neaktivni: najduži zabilježeni let širokokljunog todija bio je dug 40 m. Najaktivniji su u jutro i kada poslije kišnog dođe sunčano vrijeme.

## Razmnožavanje
Kao i većina modrivrana, todiji se gnijezde u tunelima koje iskopaju kljunom i stopalima u strmim obroncima ili trulom drvetu. Tunel je dug 30 cm kod kubanskog i uskokljunog todija, 30 do 60 cm kod širokokljunog todija i završava s komorom za jaje, koju se obično koristi samo jednom. Nesu oko četiri bijela jaja u toj komori. Oba roditelja inkubiraju jaja, ali su iznenađujuće nemarni. Mladi ostaju u gnijezdu dok ne mogu letjeti. Za ptiće se također brinu oba roditelja, sada mnogo više nego prije. Mogu nahraniti jednog ptića do 140 puta na dan, što je najčešće hranjenje mladih zabilježeno kod ptica.

## Rasprostranjenost
Nastanjuju veće otoke na Karibima, šume i šumovita područja. Često žive duž potoka. 

## Izumrle vrste
Iz fosilnih ostataka je poznat jedan pretpovijseni rod, Palaeotodus. Pretpovijesna vrsta iz razdoblja oligocena je pronađena u Francuskoj i Njemačkoj, što znači da je ova porodica nekada bila mnogo rasprostranjenija.

## Vrste
- Kubanski todi, Todus multicolor
- Širokokljuni todi, Todus subulatus
- Uskokljuni todi, Todus angustirostris
- Jamajkanski todi, Todus todus
- Portorikanski todi, Todus mexicanus

## Drugi projekti
|  | Zajednički poslužitelj ima još gradiva o temi todiji |
|  | Wikivrste imaju podatke o taksonu todijima           |